# Elida (Ohio)
Elida es una villa ubicada en el condado de Allen en el estado estadounidense de Ohio. En el Censo de 2010 tenía una población de 1905 habitantes y una densidad poblacional de 602,4 personas por km².

## Geografía
Elida se encuentra ubicada en las coordenadas 40°47′16″N 84°11′59″O / 40.78778, -84.19972. Según la Oficina del Censo de los Estados Unidos, Elida tiene una superficie total de 3.16 km², de la cual 3.16 km² corresponden a tierra firme y (0.08%) 0 km² es agua.

## Demografía
Según el censo de 2010, había 1905 personas residiendo en Elida. La densidad de población era de 602,4 hab./km². De los 1905 habitantes, Elida estaba compuesto por el 94.28% blancos, el 2.57% eran afroamericanos, el 0.05% eran amerindios, el 0.79% eran asiáticos, el 0% eran isleños del Pacífico, el 0.68% eran de otras razas y el 1.63% pertenecían a dos o más razas. Del total de la población el 1.57% eran hispanos o latinos de cualquier raza.